# Alessandria
Alessandria er en by beliggende i den nord-italienske region Piemonte. Den er hovedstad for provinsen af samme navn. Alessandria har 91.059(2023) indbyggere.